# Анумбі темнохвостий
Ану́мбі темнохвостий (Ochetorhynchus phoenicurus) — вид горобцеподібних птахів родини горнерових (Furnariidae). Мешкає в Патагонії. Раніше цей вид відносили до монотипового роду Темнохвостий анумбі (Eremobius), однак за результатами молекулярно-генетичного дослідження він був переведений до відновленого роду Ochetorhynchus.

## Опис
Довжина птаха становить 16-19 см, вага 28-34 г. Довжина дзьоба становить 2,5 см, довжина крила 7 см, довжина хвоста 7,6 см, довжина цівки 1,9 см. Виду не притаманний статевий диморфізм. Верхня частина голови, шия, спина і крила сірувато-коричневі. Хвіст округлий, махові пера чорні, біля основи темно-руді, центральні стернові пера чорно-коричневі, біля основи сірувато-коричневі. Горло білувате, з боків сірувате. Нижня частина тіла сіро-коричнева, груди і боки поцятковані чіткими світлими смужками. Гузка білувата. Над очима світлі "брови". Очі темно-карі, дзьоб тонкий, прямий, сірувато-коричневий, знизу біля основи сірий. Лапи чорнуваті або чорнувато-коричневі.

## Поширення і екологія
Темнохвості анумбі мешкають на півдні Аргентини (від Неукена і Ріо-Негро до Санта-Круса), а також на крайньому півдні Чилі (північний схід Магальянеса). Вони живуть в патагонських степах та в сухих чагарникових заростях. Зустрічаються поодинці, на висоті до 1200 м над рівнем моря. Живляться насінням, дрібними плодами і комахами, яких шукають на землі або в чагарниках. Гніздування припадає на південне літо. Гніздо кулеподібне, зроблене з переплениених колючих гілок, розмірами 55×30 см. Вхід збоку, прохід довжиною 25 см веде до гніздової камери діаметром 12 см, встеленої травою, шертсю, павутинням, пір'ям та іншим м'яким матерілом. Гніздо розміщується в чагарниках Monthea, Schinus, Condalia або на кактусі, на висоті 1-2 м над землею. В кладці 2-4 яйця.